# Селищна могила Юнаците
Селищна могила Юнаците, наричана също Плоската могила, се намира в западната част на Горнотракийската низина, община Пазарджик, област Пазарджик, на 8 км западно от град Пазарджик, край едноименното село Юнаците.
В нея са разкрити останки от поне 30 селища, изграждани постепенно едно над друго, което свидетелстват за обитаване в течение на над 6000 години, през различни периоди и от различно население. Могилата е разположена на ниска речна тераса на десния бряг на някогашното корито на р. Тополница (сега течаща по-далеч на изток), на около 5 km от вливането ѝ в р. Марица. Височината ѝ спрямо околния терен е 12 m, а диаметърът – 100/110 m.

## Проучвания
Първите проучвания на селищна могила „Юнаците“ са проведени от Васил Миков през 1939 г. Направен е голям сондаж (25 х 10 м, достигната дълбочина около 8 м) в централната източна част на могилата. Получени са първите данни за нейната стратиграфия и хронология. През 1976 г., под ръководството на Румен Катинчаров (Археологически институт с музей към Българската академия на науките) и Величка Мацанова (Регионален исторически музей – Пазарджик), започват мащабни археологически проучвания. Проучена е около 1/3 от площта на могилата, в нейната източна част. Разкрити са средновековен некропол, останки от римско укрепление, тънък пласт от Ранната и Късната желязна епоха, значителен пласт (17 строителни хоризонта) от Ранната бронзова епоха, както и последното селище от каменно-медната епоха (халколит). Между 1982 и 2000 г. в разкопките участва и руски екип, начело с Николай Мерперт. 
През 2001 г. разкопките продължават под ръководството на Явор Бояджиев (Национален археологически институт с музей – БАН). През следващата година в проучванията се включва и гръцки екип, начело с Йоанис Асланис (National Hellenic Research Foundation). Съвместният българо-гръцки проект продължава до 2011 г. През тези години са разкрити нови данни за организацията на селището през халколита. Направените през 2006 г. траншеи южно, западно и северозападно от могилата предоставят данни за обширно открито селище от тази епоха, развиващо се до около 200 – 250 m в тези посоки.
От 2013 г. като част от проучванията на селищна могила „Юнаците“ стартира и полева школа, организирана съвместно с фондация „Балканско наследство“ и със сътрудничеството на РИМ-Пазарджик.

## Стратиграфия
Селищната могила „Юнаците“ се състои от останките от поне 30 селища, изграждани постепенно едно над друго (т. нар. строителни хоризонти). Те свидетелстват за обитаването ѝ в рамките на над 6000 години, през различни периоди и от различно население. На върха на могилата е засвидетелстван средновековен некропол с християнски погребения. През римския период (ІІ-VІ в. сл. Хр.) върху селищната могила, която тогава е представлявала удобно възвишение сред равната долина наоколо, е издигнато малко укрепление. То е било подсилено и чрез ров около могилата. Това укрепление и средновековният некропол в значителна степен са нарушили най-горните селища от могилата, отнасящи се към Ранната и Късната желязна епоха. Частично са засвидетелствани останките от два строителни хоризонта от Ранната желязна епоха (Х-VІ в. пр. Хр.) и един хоризонт от Късната желязна епоха (V-IV в. пр. Хр.).

### Ранна бронзова епоха
Селищната могила „Юнаците“ е един от най-важните обекти за проследяване на културното развитие в Тракия през Ранната бронзова епоха (РБЕ; ІІІ хилядолетие пр. Хр.). Установени са 17 строителни хоризонта с обща дебелина около 4,50 m. Периодизацията им е следната: ХVІІ-ХV с. х. – РБЕ І фаза; ХІV-ІХ с. х. – РБЕ ІІ фаза; VІІІ-І с. х. – РБЕ ІІІ фаза. Значителната площ, на която са проучени, позволява да се установи структурата на отделните селища и тяхното развитие във времето. Още в началото на РБЕ е направен дъговиден ров и палисада, които ограждат северната част от селището (в рамките на могилата). Предполага се, че така отделеното пространство е било „резиденция“ или свещено място. Това вътрешно разделение на селището съществува до ХІІІ с. х. В сондаж в западната периферия на могилата са установени следи от фортификация (палисада), която е защитавала селището. Издигането ѝ се отнася към ХІІ-Х с. х. На около 100 m западно от селищната могила е съществувало и открито селище от РБЕ. Дебелината на културния пласт в него достига до 2,5 m. В централната част на селищната могила, която е халколитния пласт е бил най-високо, жилищата от първото селище от РБЕ залягат директно върху тези от халколита, а понякога и частично ги нарушават. В южната част на могилата обаче, където халколитния терен се снижава към периферията, ясно личи пласт от стерилна пръст (хумус), чиято дебелина се увеличава на юг, достигайки до 0,40 m. Този пласт бележи значителното прекъсване в обитаването на могилата между края на халколита и началото на РБЕ.

### Каменно-медна епоха
Резултатите от проучванията до момента показват, че най-ранното селище вероятно се отнася към началото на халколита (началото на V хилядолетие пр. Хр.). То е имало значителна площ – около 100 – 120 000 m2. През втората половина на ранния халколит (около 4750 – 4650 г. пр. Хр.) в източната му част, върху малко по-висока част на терасата (2 – 3 m над околния терен) е издигната укрепителна глинобитна стена. Тя изглежда е затваряла тази част от селището от юг и запад, а река Тополница е осигурявала естествена защита от изток и север. Останките от последователни селища вътре в укрепената част постепенно са образували селищната могила. Установените останки от укрепителната стена в западната периферия на могилата са с дължина 25 m, ширина 4 m и височина до 2,50 – 2,80 m. Стената е изградена от трамбована глина, подравнена на определени нива от пластове чакъл. Укрепителната система е подсилена от дълбок до 4 m ров от външната страна на стената. Установена е само вътрешната му (северна) част. Ровът е нарушен значително от по-късен ров от римската епоха. Обстоятелството, че стената и ровът ограждат не цялото ранно халколитно селище, а само част от него, представлява особен интерес от гледна точка на селищната, а и социална организация. По този начин е образувана своеобразна „цитадела“ в рамките на селището, която е съществувала над 500 години, до унищожаването на последното халколитно селище в края на V хилядолетие пр. Хр. Подобна селищна организация е първообраз на по-късните градски центрове.
Проучванията на селищата от халколитната епоха в рамките на могилата разкриват високата духовна и материална култура на техните обитатели. Сградите са със стабилна архитектура, а в някои случаи стените им са украсени с бяла и червена боя. В и около тях са разкрити различни ями за съхранение на хранителни продукти, включително и специфични хранилища за месо. Керамичните съдове впечатляват с качеството си и с разнообразието от форми и украса. Типичният домашен инвентар включва сечива от камък, кремък, кост, рог, а понякога и от мед. Разнообразните антропоморфни, зооморфни и орнитоморфни фигури, както и синкретичните комбинации между тях, разкриват някои аспекти от вярванията на халколитното население. Впечатляваща е богатата колекция от фигурки на птици. В селищна могила „Юнаците“ е засвидетелствана и една от най-ранните „хирургични операции“ в Европа – ампутация на китка на жена, която е успешно зараснала и жената е използвала ръката си години след това.
Последното халколитно селище в Юнаците е унищожено при вражеско нападение. Хората в него (основно деца и възрастни мъже и жени) са избити. Скелетите им, някои с травми от насилствена смърт, са открити между опожарените останки от жилищата им.

От 2012 г. насам проучванията са концентрирани в сондажа, направен от В. Миков през 1939 г., както и в района от южната му страна. Целта е да се изясни стратиграфията на напластяванията от халколита и да се достигне до най-долното (най-ранно) селище. До 2016 г. са засвидетелствани поне пет строителни хоризонта от халколита, а контролен сондаж в източната периферия на могилата показва наличието на поне още три. Керамичният комплекс от долните хоризонти в сондажа на В. Миков може да бъде отнесен към средата и първата половина на V хилядолетие пр. Хр. Разкрити са останки от постройки и структури, сред които особен интерес представлява добре запазена неопожарена дървена подова платформа. Сред многобройните находки прави впечатление колекцията от гривни (фрагменти) и мъниста от средиземноморската мида Spondylus, която свидетелства и за интензивни търговски контакти с Егейското крайбрежие. Важни от научна гледна точка са и дъната от съдове с врязани знаци по тях. Разпространението на тези знаци и в други синхронни обекти дава основания да се предполага зараждането на една ранна „протописменост“.